# 後古巴赫峰

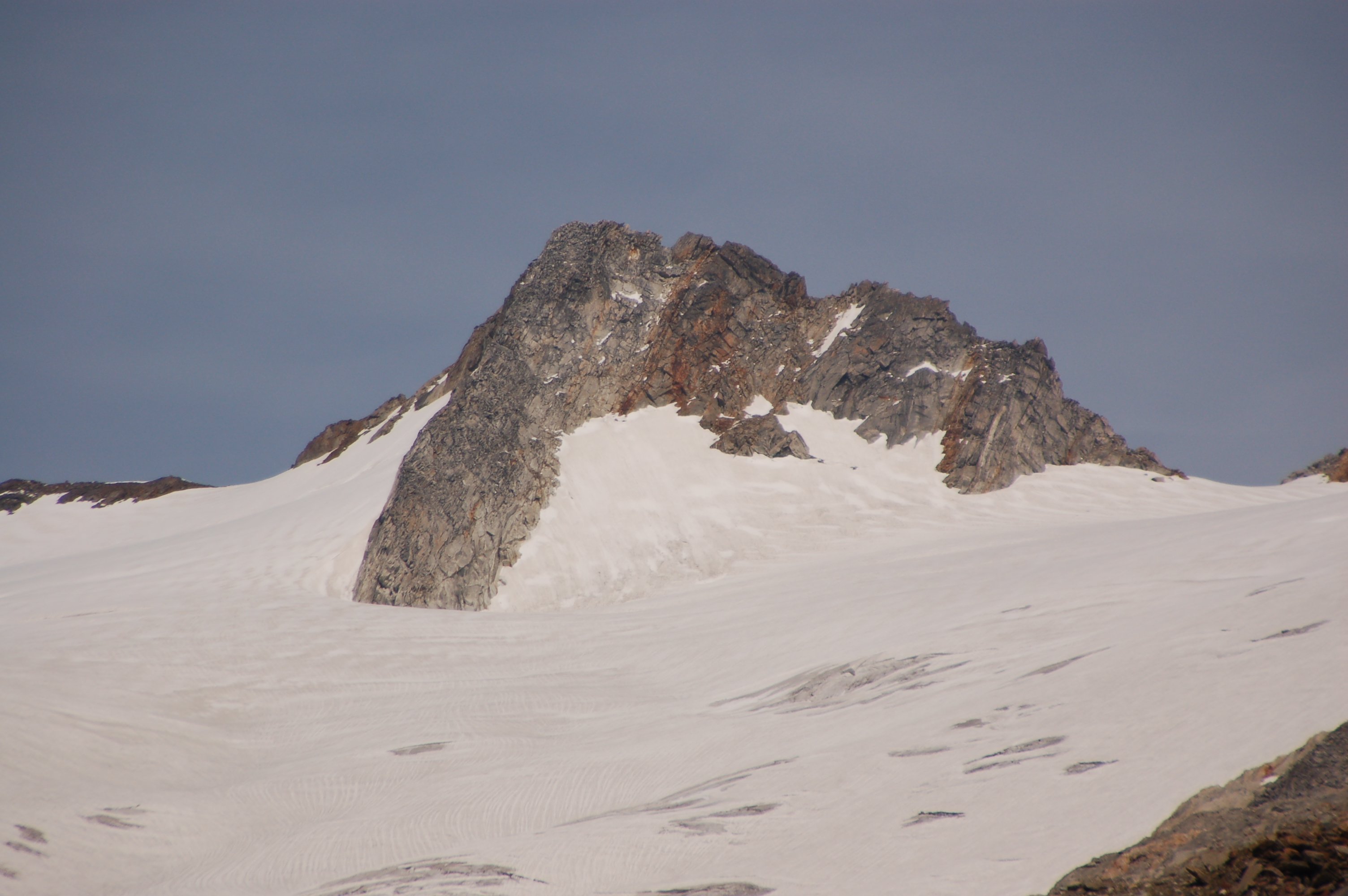

後古巴赫峰（德語：Hintere Gubachspitze），是奧地利的山峰，位於該國西部，由蒂羅爾州負責管轄，屬於維內迪傑山脈的一部分，海拔高度3,392米，人類在1887年8月1日首次登頂。